# 阿图尔·克里斯平
亚瑟·克里斯平（德語：Arthur Crispien，1875年11月4日—1946年11月29日），是魏玛德国时期社会民主党领导人，他在1920年至1933年期间担任德国国会议员德国国会议员。克里斯平曾于1917年脱离社民党另加入了德国独立社会民主党，其后于1922年再度回归社民党并成为党主席，他是党内左翼的领袖之一。1933年，纳粹党掌权后他被迫流亡到瑞士，1946年11月29日，他病逝于瑞士伯尔尼，享年71岁。